# Знамя Труда (газета, Жамбылская область)
«Зна́мя труда́» — казахстанская русскоязычная газета, печатный орган акимата Жамбылской области. Издаётся с августа 1919 года.

## История
Газета была создана в августе 1919 года как орган Аулиеатинского уездного комитета и уездного исполкома. Первое название — «Аулие-Атинский вестник». До 1939 года являлась уездной, а затем районной газетой. Название в этот период менялось несколько раз.
После образования в 1939 году Джамбульской области газета стала печатным органом Джамбульского обкома КПСС и получила название «Коммунист». Современное название «Знамя труда» носит с 1 июня 1963 года.
В 1979 году газета была награждена орденом «Знак Почёта».
В 2019 году коллектив газеты удостоен Благодарности Президента Республики Казахстан в области средств массовой информации за вклад в развитие региональной журналистики.
Сотрудницей газеты в ранний период работы была известная советская писательница Анна Алматинская.

### История смены названий
- С августа 1919 года по сентябрь 1920 года выходила под названием «Аулие-Атинский вестник».
- С сентября 1920 по февраль 1921 — «Беднота».
- С февраля по май 1921 — «Профессиональный вестник Аулие-Атинского уезда».
- С мая 1921 по январь 1922 — «Дехканин».
- С января 1922 по май 1928 — «Радиограммы РОСТА».
- С мая 1928 по 21 ноября 1930 — «Вольная беднота».
- С 21 ноября 1930 по 1 декабря 1933 — «За пятилетку».
- С 1 декабря 1933 по ноябрь 1939 — «Сталинский путь».
- С ноября 1939 по 1 июня 1963 — «Коммунист».
- С 1 июня 1963 выходит под нынешним названием[2].

## Газета в наши дни
Главным редактором газеты является Татьяна Борисенко.
Периодичность издания — три раза в неделю. Объём составляет 6-8 страниц. Тираж — 10853 экземпляра.
В современном Казахстане газета считается одним из наиболее авторитетных русскоязычных изданий, имеющим влияние на государственные органы и деловые круги.